# Трвиж
Трвиж (итал. Terviso ou Villa Treviso) је насељено место у Републици Хрватској у Истарској жупанији. Административно је у саставу Града Пазина.
Налази у центру Истре, недалеко од Пазина. Стари градић обавијен зеленилом и нетакнутом природом уздиже се на малом брежуљку где доминирају две цркве: Св. Петра и Павла на Старом гробљу из 11. века и жупна црква Блажене Дјевице Марије од крунице из 1897. са 35-метарским каменим звоником. У његовом подножју по околним насељима изграђене су нове модерне куће, међу којима се налази неколико мањих занатских хала.
Трвиж је некад био гранично место између млетачког дела Истре и Пазинске кнежије. Према историјским изворима, Трвиж се први пут помиње 1177. када се помиње жупа. „Листином међашења“ из 1271. жупу чине насеља Шипраки, Трвиж, Катун Трвишки, Брајковићи, Зовићи, Буићи, Франковићи и Шкрапи.

## Становништво
На попису становништва 2011. године, Трвиж је имао 409 становника.
Према попису становништва из 2001. године у насељу Трвиж је било 425 становника који су живели у 99 породичних и 14 самачких домаћинства.
Кретање броја становника по пописима 1857—2001.
| година пописа  | 1857. | 1869. | 1880. | 1890. | 1900. | 1910. | 1921. | 1931. | 1948. | 1953. | 1961. | 1971. | 1981. | 1991. | 2001. |
| бр. становника | 544   | 562   | 296   | 327   | 368   | 466   | 958   | 905   | 391   | 426   | 420   | 385   | 384   | 430   | 425   |

У 1857, 1869, 1921. и 1931. садржи податке за насеље Брајковићи. Садиж шодатке за бивше насеље Катун Трвишки које је од 1880. до 1910. и 1948. исказано као насеље.

## Попис1991.
На попису становништва 1991. године, насељено место Трвиж је имало 430 становника, следећег националног састава:
| Попис 1991.‍  | Попис 1991.‍  | Попис 1991.‍ | Попис 1991.‍ | Попис 1991.‍ |
| ------------ | ------------ | ----------- | ----------- | ----------- |
|              |              |             |             |             |
| Хрвати       | Хрвати       |             | 399         | 92,79%      |
| остали       | остали       |             | 1           | 0,23%       |
| неопредељени | неопредељени |             | 1           | 0,23%       |
| регион. опр. | регион. опр. |             | 24          | 5,58%       |
| непознато    | непознато    |             | 5           | 1,16%       |
| укупно: 430  |              |             |             |             |